# Tour de Langkawi 2005
Il Tour de Langkawi 2005, decima edizione della corsa, si svolse dal 28 gennaio al 6 febbraio su un percorso di 1283 km ripartiti in 10 tappe. Fu vinto dal sudafricano Ryan Cox della Team Barloworld-Valsir davanti al venezuelano José Rujano e all'altro sudafricano Tiaan Kannemeyer. Fu la prima vittoria di un ciclista africano in questa competizione.

## Tappe
| Tappa  | Data       | Percorso                             | km    | Vincitore di tappa  | Leader cl. generale |
| ------ | ---------- | ------------------------------------ | ----- | ------------------- | ------------------- |
| 1ª     | 28 gennaio | Langkawi > Langkawi                  | 106,9 | Graeme Brown        | Graeme Brown        |
| 2ª     | 29 gennaio | Kangar > Kepala Batas                | 171,6 | Guillermo Bongiorno | Graeme Brown        |
| 3ª     | 30 gennaio | Gerik > Tanah Merah                  | 172,5 | Koji Fukushima      | Koji Fukushima      |
| 4ª     | 31 gennaio | Bachok > Bachok (cron. individuale)  | 20,3  | Nathan O'Neill      | Koji Fukushima      |
| 5ª     | 1 febbraio | Kota Bahru > Kuala Terrenganu        | 163,9 | Graeme Brown        | Koji Fukushima      |
| 6ª     | 2 febbraio | Kuala Berang > Cukai                 | 152   | Guillermo Bongiorno | Koji Fukushima      |
| 7ª     | 3 febbraio | Maran > Raub                         | 167,7 | Graeme Brown        | Koji Fukushima      |
| 8ª     | 4 febbraio | Kuala Kubu Bahru > Genting Highlands | 97,9  | Ryan Cox            | Ryan Cox            |
| 9ª     | 5 febbraio | Kuala Lumpur > Putrajaya             | 164,8 | Graeme Brown        | Ryan Cox            |
| 10ª    | 6 febbraio | Kuala Lumpur > Kuala Lumpur          | 65    | Graeme Brown        | Ryan Cox            |
| Totale | Totale     | Totale                               | 1283  |                     |                     |

## Dettagli delle tappe

### 1ª tappa
- 28 gennaio: Langkawi > Langkawi – 106,9 km

| Pos. | Corridore           | Squadra    | Tempo    |
| ---- | ------------------- | ---------- | -------- |
| 1    | Graeme Brown        | Panaria    | 2h19'32" |
| 2    | Guillermo Bongiorno | Panaria    | s.t.     |
| 3    | Oleg Grishkine      | Navigators | s.t.     |

| Pos. | Corridore           | Squadra     | Tempo    |
| ---- | ------------------- | ----------- | -------- |
| 1    | Graeme Brown        | Panaria     | 2h19'22" |
| 2    | Guillermo Bongiorno | Panaria     | a 4"     |
| 3    | Koji Fukushima      | Bridgestone | s.t.     |

### 2ª tappa
- 29 gennaio: Kangar > Kepala Batas – 171,6 km

| Pos. | Corridore           | Squadra    | Tempo    |
| ---- | ------------------- | ---------- | -------- |
| 1    | Guillermo Bongiorno | Panaria    | 4h08'02" |
| 2    | Graeme Brown        | Panaria    | s.t.     |
| 3    | Oleg Grishkine      | Navigators | s.t.     |

| Pos. | Corridore           | Squadra     | Tempo    |
| ---- | ------------------- | ----------- | -------- |
| 1    | Graeme Brown        | Panaria     | 6h27'17" |
| 2    | Guillermo Bongiorno | Panaria     | a 1"     |
| 3    | Takashi Miyazawa    | Bridgestone | a 8"     |

### 3ª tappa
- 30 gennaio: Gerik > Tanah Merah – 172,5 km

| Pos. | Corridore       | Squadra      | Tempo    |
| ---- | --------------- | ------------ | -------- |
| 1    | Koji Fukushima  | Bridgestone  | 4h25'01" |
| 2    | Denis Bertolini | Acqua & Sap. | a 2'35"  |
| 3    | Graeme Brown    | Panaria      | s.t.     |

| Pos. | Corridore           | Squadra     | Tempo     |
| ---- | ------------------- | ----------- | --------- |
| 1    | Koji Fukushima      | Bridgestone | 10h52'10" |
| 2    | Graeme Brown        | Panaria     | a 2'38"   |
| 3    | Guillermo Bongiorno | Panaria     | a 2'44"   |

### 4ª tappa
- 31 gennaio: Bachok > Bachok (cron. individuale) – 20,3 km

| Pos. | Corridore      | Squadra      | Tempo  |
| ---- | -------------- | ------------ | ------ |
| 1    | Nathan O'Neill | Navigators   | 24'42" |
| 2    | Ryan Cox       | Barloworld   | a 5"   |
| 3    | José Rujano    | Selle Italia | a 16"  |

| Pos. | Corridore      | Squadra     | Tempo     |
| ---- | -------------- | ----------- | --------- |
| 1    | Koji Fukushima | Bridgestone | 11h18'32" |
| 2    | Nathan O'Neill | Navigators  | a 1'20"   |
| 3    | Ryan Cox       | Barloworld  | a 1'22"   |

### 5ª tappa
- 1 febbraio: Kota Bahru > Kuala Terrenganu – 163,9 km

| Pos. | Corridore           | Squadra | Tempo    |
| ---- | ------------------- | ------- | -------- |
| 1    | Graeme Brown        | Panaria | 3h47'06" |
| 2    | Guillermo Bongiorno | Panaria | s.t.     |
| 3    | Brett Lancaster     | Panaria | s.t.     |

| Pos. | Corridore      | Squadra     | Tempo     |
| ---- | -------------- | ----------- | --------- |
| 1    | Koji Fukushima | Bridgestone | 15h05'38" |
| 2    | Nathan O'Neill | Navigators  | a 1'20"   |
| 3    | Ryan Cox       | Barloworld  | a 1'22"   |

### 6ª tappa
- 2 febbraio: Kuala Berang > Cukai – 152 km

| Pos. | Corridore           | Squadra    | Tempo    |
| ---- | ------------------- | ---------- | -------- |
| 1    | Guillermo Bongiorno | Panaria    | 3h20'06" |
| 2    | Graeme Brown        | Panaria    | s.t.     |
| 3    | Antonio Salomone    | Barloworld | s.t.     |

| Pos. | Corridore      | Squadra     | Tempo     |
| ---- | -------------- | ----------- | --------- |
| 1    | Koji Fukushima | Bridgestone | 18h25'47" |
| 2    | Nathan O'Neill | Navigators  | a 1'20"   |
| 3    | Ryan Cox       | Barloworld  | a 1'22"   |

### 7ª tappa
- 3 febbraio: Maran > Raub – 167,7 km

| Pos. | Corridore        | Squadra      | Tempo    |
| ---- | ---------------- | ------------ | -------- |
| 1    | Graeme Brown     | Panaria      | 3h45'44" |
| 2    | Moreno Di Biase  | Selle Italia | s.t.     |
| 3    | Steffen Radochla | Wiesenhof    | s.t.     |

| Pos. | Corridore      | Squadra     | Tempo     |
| ---- | -------------- | ----------- | --------- |
| 1    | Koji Fukushima | Bridgestone | 22h11'31" |
| 2    | Nathan O'Neill | Navigators  | a 1'20"   |
| 3    | Ryan Cox       | Barloworld  | a 1'22"   |

### 8ª tappa
- 4 febbraio: Kuala Kubu Bahru > Genting Highlands – 97,9 km

| Pos. | Corridore          | Squadra      | Tempo    |
| ---- | ------------------ | ------------ | -------- |
| 1    | Ryan Cox           | Barloworld   | 2h49'37" |
| 2    | José Rujano        | Selle Italia | s.t.     |
| 3    | J. A. Pérez Cuapio | Panaria      | a 1'05"  |

| Pos. | Corridore        | Squadra      | Tempo     |
| ---- | ---------------- | ------------ | --------- |
| 1    | Ryan Cox         | Barloworld   | 25h02'20" |
| 2    | José Rujano      | Selle Italia | a 18"     |
| 3    | Tiaan Kannemeyer | Barloworld   | a 1'34"   |

### 9ª tappa
- 5 febbraio: Kuala Lumpur > Putrajaya – 164,8 km

| Pos. | Corridore        | Squadra    | Tempo    |
| ---- | ---------------- | ---------- | -------- |
| 1    | Graeme Brown     | Panaria    | 3h55'15" |
| 2    | Antonio Salomone | Barloworld | s.t.     |
| 3    | Brett Lancaster  | Panaria    | s.t.     |

| Pos. | Corridore        | Squadra      | Tempo     |
| ---- | ---------------- | ------------ | --------- |
| 1    | Ryan Cox         | Barloworld   | 28h57'35" |
| 2    | José Rujano      | Selle Italia | a 18"     |
| 3    | Tiaan Kannemeyer | Barloworld   | a 1'34"   |

### 10ª tappa
- 6 febbraio: Kuala Lumpur > Kuala Lumpur – 65 km

| Pos. | Corridore           | Squadra    | Tempo    |
| ---- | ------------------- | ---------- | -------- |
| 1    | Graeme Brown        | Panaria    | 1h20'43" |
| 2    | Guillermo Bongiorno | Panaria    | s.t.     |
| 3    | Oleg Grishkine      | Navigators | s.t.     |

| Pos. | Corridore        | Squadra      | Tempo     |
| ---- | ---------------- | ------------ | --------- |
| 1    | Ryan Cox         | Barloworld   | 30h18'18" |
| 2    | José Rujano      | Selle Italia | a 18"     |
| 3    | Tiaan Kannemeyer | Barloworld   | a 1'34"   |

## Classifiche finali

### Classifica generale
| Pos. | Corridore           | Squadra           | Tempo     |
| ---- | ------------------- | ----------------- | --------- |
| 1    | Ryan Cox            | Barloworld        | 30h18'18" |
| 2    | José Rujano         | Selle Italia      | a 18"     |
| 3    | Tiaan Kannemeyer    | Barloworld        | a 1'34"   |
| 4    | Cesar Grajales      | Navigators        | a 2'52"   |
| 5    | Tom Danielson       | Discovery Channel | a 3'01"   |
| 6    | Jurgen Van De Walle | Landbouwkrediet   | a 3'44"   |
| 7    | Marlon Pérez        | Selle Italia      | a 4'07"   |
| 8    | Sergio Ghisalberti  | Domina Vacanze    | a 4'08"   |
| 9    | Jesús Hernández     | Liberty Seguros   | a 4'17"   |
| 10   | Giuseppe Palumbo    | Acqua & Sapone    | a 4'46"   |